# Константин Купатадзе
Константин Купатадзе (груз. კონსტანტინე კუპატაძე; 28 квітня 1983, Тбілісі) — грузинський боксер, призер чемпіонатів Європи серед аматорів.

## Аматорська кар'єра
На чемпіонаті Європи 2002 Константин Купатадзе завоював бронзову медаль.
- В 1/8 фіналу переміг Седата Тачи (Туреччина) — 23-20
- У чвертьфіналі переміг Девіда Малголенда] (Англія) — RSCO 3
- У півфіналі програв Раїмкулю Малахбекову (Росія) — RSCO 3

На чемпіонаті Європи 2004 завоював бронзову медаль вдруге.
- В 1/16 фіналу переміг Маджида Джелилі (Швеція) — 36-18
- В 1/8 фіналу переміг Раїмкуля Малахбекова (Росія) — 29-28
- У чвертьфіналі переміг Кшиштофа Жота (Польща) — RSCO 3
- У півфіналі програв Хедафі Джелхір (Франція) — RSCO 3

На Олімпійських іграх 2004 програв у першому бою Кім Сон Гук (Північна Корея) — 14-25.
2005 року на командному Кубку світу з боксу провів два поєдинка у складі збірної Грузії в категорії до 60 кг і обидва програв.
На чемпіонаті Європи 2006 в категорії до 60 кг програв у другому бою Вазгену Сафарянц (Білорусь) — 24-45.